# Chegutu
Chegutu (denominada Hartley, antes da independência do Zimbábue) é uma cidade, sede do distrito do mesmo nome, na província de Maxonalândia Ocidental. A cidade está localizada a 110 km a sudoeste de Harare na estrada principal para Bulavaio (18°7′48″S, 30°8′9″E). De acordo com o censo de 1992, a cidade tinha uma população de 30 191, com uma estimativa de 36 000 para 2002.
A povoação original, chamada Old Hartley (do nome de Henry Hartley, um caçador e explorador) localizava-se a 34 km a leste da atual e foi fundada por mineiros que “descobriram” ouro nas imediações e abriram as minas Butterfly e Giant. A localidade atual foi fundada em 1899 e, em 1901, já era servida por ferrovia. Hartley foi proclamada aldeia em 1903 e, em 1974 obteve o estatuto de município. Em 1982, o nome da cidade foi oficialmente mudado para Chegutu.
O distrito é limitado a norte pelo distrito de Zvimba, a sudoeste por Kadoma e a leste por Harare e Seke, na vizinha província de Maxonalândia Oriental.